# Phil Laak
Philip Courtney "Phil" Laak, född 8 september 1972 i Dublin, är en irländsk-amerikansk professionell pokerspelare.
Han har vunnit en World Series of Poker och en World Poker Tour.
Laak har spelat hem totalt 3 856 081 amerikanska dollar i prispengar fram tills den 8 mars 2023.
Sedan 2004 har han varit sambo med Jennifer Tilly.